# Lijst van madhousen
Lijst met voorbeelden van madhousen als pretparkattractie over de gehele wereld.
| Naam                            | Locatie                    | Opening | Afbeelding |
| ------------------------------- | -------------------------- | ------- | ---------- |
| Feng Ju Palace                  | Phantasialand,             | 2002    |            |
| Fluch der Kassandra             | Europa-Park,               | 2000    |            |
| Gargoyles Magic Battle          | Everland,                  | 2007    |            |
| Hex - the Legend of the Towers  | Alton Towers,              | 2000    |            |
| Hotel Embrujado                 | Parque Warner Madrid,      | 2005    |            |
| Houdini - The Great Escape      | Six Flags New England,     | 1999    |            |
| Houdini's Great Escape          | Six Flags Great Adventure, | 1999    |            |
| Houdini's Magische Huis         | Bellewaerde,               | 1999    |            |
| Impossible                      | Pleasure Beach,            | 2002    |            |
| Jack the Ripper                 | Wiener Prater,             | 1997    |            |
| Le Défi de César                | Parc Astérix,              | 2008    |            |
| Le Palais du Génie              | Walibi Belgium,            | 2001    |            |
| Magic house                     | Gardaland,                 | 2002    |            |
| Maison Houdini                  | Rainbow MagicLand,         | 2011    |            |
| Merlin's Magic Castle           | Walibi Holland,            | 2000    |            |
| The Haunted House Monster Party | Legoland Windsor           | 2019    |            |
| The haunting                    | Drayton Manor,             | 1996    |            |
| Valhalla Borgen                 | Tivoli,                    | 1998    |            |
| Verlies des Grauens             | Belantis,                  | 2003    |            |
| Villa Volta                     | Efteling,                  | 1996    |            |